# AGS・JH21C
AGS・JH21Cは、フランスのレーシングチーム、AGSが製作した最初のフォーミュラ1カー。クリスチャン・バンダープレインとミシェル・コスタによって設計され、1986年のF1世界選手権にこの年の国際F3000チャンピオンのイヴァン・カペリの手でスポット参戦した。

## 背景
AGSは1969年からモータースポーツでの活動を始めた。ゴンファロンに拠点を構え、自動車修理店を元にしたチームは当初フォーミュラ・フランスやフォーミュラ・ルノーで活動する。1977年にはフォーミュラ2ヨーロッパ選手権に参戦した。参加した全てのクラスでAGSはオリジナルの車両を開発し、それらの設計は1970年から全てバンダープレインが担当している。チーム創設者のアンリ・ジュリアンは1970年代後半からフォーミュラ1へのステップアップを構想していた。最初の試みは1979年で、アラン・クーデールが改修したフォーミュラ2車両でオーロラF1シリーズに参加した。その後F1へステップアップするという構想は小休止したが、アンリ・ジュリアンは1981年からルノーに対して何度か技術サポート、特にターボエンジンの供給を打診した。ルノーはこの申し出を拒否したが、1985年をもってF1へのワークス参戦を停止したため、AGSはそのスペアパーツの一部を引き継ぐこととなった。パーツの中にはルノー・RE40のカーボンファイバー製モノコックやRE60のサスペンション、ブレーキなどが含まれていた。しかし、AGSはルノーのターボエンジンだけは入手することができなかった。これらルノーのメカニカルコンポーネントが、1986年に始まるジュリアンのF1プロジェクトの基礎を形成した。

## 開発
JH21Cは、チームオーナーのアンリ・ジュリアンが購入した1983年のルノー・RE40のモノコックを元に製作された。バンダープレインがカーボンファイバー樹脂を扱うのは初めてで、彼がこれまでAGSで手がけてきた車両はいずれもアルミニウム製のモノコックだった。JH21Cは全体的にルノー製モノコックのデザインに対応していた。いくつかのソースではAGSはルノー製モノコックをそのまま使用したとし、別のソースではバンダープレインはデザインを流用したがモノコックを新造したとしている。リアサスペンションとギアボックスはルノー・RE60の物である。
エンジンに関して、AGSは当初ルノー製ターボエンジンの供給を期待していた。ルノーは利用可能なエンジンをリジェ、ロータス、ティレルに供給し、AGSの期待が叶うことは無かった。そのためバンダープレインはモトーリ・モデルニ製V6ターボエンジンを使用することにした。このエンジンは1985年にミナルディに独占供給されており、AGSは最初で唯一のモトーリ・モデルニのカスタマーであった。タイヤはピレリを装着、車体はメインスポンサーであるメキシコの靴・衣料品会社エル・チャーロのカラーである白で塗装された。
JH21Cは重量過多で、公式には560kgと発表されたが、観客は実際の重量はそれ以上だったと推定した。
AGSは1986年にJH21Cをもう1台製作した。当初のシャシーナンバーは031であった。

## 命名法
JH21Cという車名は通常とは異なった命名方法による物であった。AGSはゴンファロンで製作してきた車両に連続した番号を車名として付けており、番号の後のアルファベットは元のモデルが大幅に改良された場合に付けられた。この命名法に従えば、JH21Cという車名は特殊な物である。JH21という車両は存在せず、JH21AやJH21Bも存在しない。
2005年からフランスの自動車博物館にAGS・JH21Dという車両が展示されていた。その外装はJH21Cの物であった。JH21Dという車両がレースに参加したという記録は存在しない。文献によるとこの車はレプリカまたは修復した車両であるとする。考えられるのは、1987年シーズン中にパスカル・ファブルが事故で破損したJH22の残されたバーツから再生された物と考えられる。

## レース戦績
JH21Cは実戦前にポール・リカール・サーキットで元フェラーリのディディエ・ピローニによってテストされた。ピローニは1982年ドイツグランプリ予選で両足をひどく骨折して以来のF1カーのドライブであった。ピローニによるAGSでのテストはこれ1度きりで、実際のレースシートはF3000トップランカーであったイヴァン・カペリが獲得した。
JH21Cは1986年イタリアグランプリにデビューした。これはジョリークラブがイタリアのチームであり、ドライバーのカペリもイタリア人であることが理由であった。カペリは予選を25位で通過、決勝では31周後にパンクでリタイアしている。続くポルトガルグランプリでもカペリは予選を通過したが、決勝では6周後にサスペンションの破損でリタイアした。シーズン残りのメキシコとオーストラリアはチームの参戦予算の問題で参戦しなかった。
AGSは翌1987年にフル参戦開始することとなるが、1986年終了後に自然吸気のコスワース DFZエンジンが準備され、JH21Cに代わる新型のJH22が2台製作された。
JH21Cは現在フランス、イル＝エ＝ヴィレーヌ県ロエアックのマノワール・ドゥ・ロトモビルに展示されている。

## F1における全成績
(key) （太字はポールポジション）
| 年     | チーム         | エンジン                    | タイヤ | ドライバー       | 1   | 2   | 3   | 4   | 5   | 6   | 7   | 8   | 9   | 10  | 11  | 12  | 13  | 14  | 15  | 16  | ポイント | 順位 |
| ------ | -------------- | --------------------------- | ------ | ---------------- | --- | --- | --- | --- | --- | --- | --- | --- | --- | --- | --- | --- | --- | --- | --- | --- | -------- | ---- |
| 1986年 | Jolly Club SpA | モトーリ・モデルニ V6 (t/c) | P      |                  | BRA | ESP | SMR | MON | BEL | CAN | DET | FRA | GBR | GER | HUN | AUT | ITA | POR | MEX | AUS | 0        | NC   |
| 1986年 | Jolly Club SpA | モトーリ・モデルニ V6 (t/c) | P      | イヴァン・カペリ |     |     |     |     |     |     |     |     |     |     |     |     | Ret | Ret |     |     | 0        | NC   |

## 参照
1. ↑  Zum Ganzen: Ménard: La Grande Encyclopédie de la Formule 1. 2000, S. 102.
2. ↑  Siehe auch: Cimarosti: Das Jahrhundert des Rennsports. 1997, S. 362.
3. ↑  “CONSTRUCTORS: AGS (AUTOMOBILES GONFARONNAISE SPORTIVES)”.   GrandPrix.com. 2008年4月12日時点のオリジナルよりアーカイブ。2008年4月10日閲覧。
4. ↑  Kurzgeschichte des Teams auf der Internetseite www.grandprix.com (abgerufen am 11. Januar 2012).
5. ↑  Vgl. Ménard: La Grande Encyclopédie de la Formule 1. 2000, S. 103.
6. ↑  Ménard: La Grande Encyclopédie de la Formule 1. 2000, S. 103.
7. ↑  Cimarosti: Das Jahrhundert des Rennsports. 1997, S. 371.
8. ↑  Hodges: A–Z of Grand Prix Cars. 2001, S. 8.
9. ↑  AGS nummerierte die Fahrgestelle im Regelfall klassenübergreifend fortlaufend.
10. ↑  Vollständige Übersicht über alle AGS-Modelle bei Hodges: Rennwagen von A–Z nach 1945. 1994, S. 7 ff.
11. ↑  “Pironi's inconspicuous return to F1”.   8W. 2011年8月13日閲覧。
12. ↑  “AGS F1 chassis locations”.   F1 Cars Today. 2008年4月10日閲覧。